# Entosthodon spathulatus
Entosthodon spathulatus là một loài Rêu trong họ Funariaceae. Loài này được (Schimp. ex Müll. Hal.) Sim mô tả khoa học đầu tiên năm 1926.